# Équipe d'Australie-Méridionale de cricket

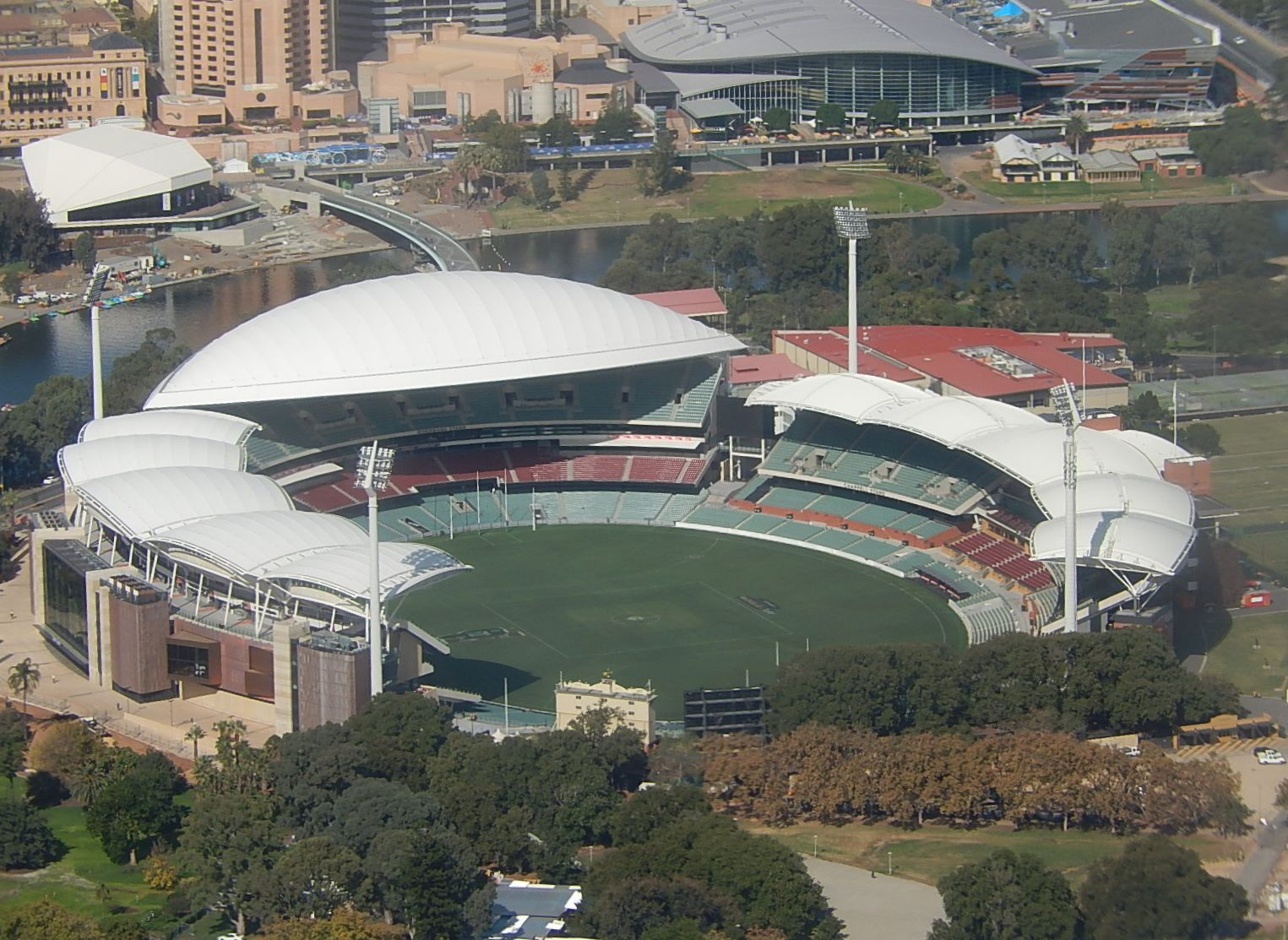
Adelaide Oval, stade de l'équipe d'Australie-Méridionale de cricket

Les Southern Redbacks sont l'équipe de cricket de l'état australien d'Australie-Méridionale. Elle est basée à Adélaïde et son stade est l'Adelaide Oval.

## Palmarès
- Pura Cup (13) : 1893-94, 1909-10, 1912-13, 1926-27, 1935-36, 1938-39, 1952-53, 1963-64, 1968-69, 1970-71, 1975-76, 1981-82, 1995-96